# Ricardo Velázquez Bosco
Ricardo Velázquez Bosco (Burgos, 3 de junio de 1843-Madrid, 31 de julio de 1923) fue un arquitecto español. Fue profesor de Antonio Palacios y Aníbal González Álvarez-Ossorio.

## Historia
Velázquez Bosco nació en Burgos, aunque poco después de su nacimiento, su familia se traslada a Madrid debido al trabajo de su padre, funcionario de Hacienda. Allí comenzó sus primeros estudios y en 1863 realizó sus primeros trabajos como dibujante para las obras de restauración de la catedral de León, dirigidas por el arquitecto Matías Laviña. Debido a la muerte de este, fue director de las obras de manera provisional hasta la llegada de Juan Bautista Lázaro. Su trabajo en la Comisión Provincial de Monumentos, que le llevaron a recoger piezas arqueológicas para el recién creado Museo Arqueológico Nacional, le hicieron ser designado como miembro de la Real Academia de Bellas Artes de San Fernando en 1868, continuando sus trabajos de restauración en el yacimiento de Lancia, el panteón real de San Isidoro de León y en el monasterio de San Miguel de Escalada.
En 1869 participó en un viaje a Oriente en la fragata Arapiles como dibujante. A su regreso se instaló definitivamente en Madrid y trabajó para la revista Museo Español de Antigüedades. En 1875 comenzó a estudiar Arquitectura en la Escuela de Madrid mientras lo compaginaba como profesor de Dibujo en el Conservatorio de Artes y Oficios artísticos, obteniendo el título de arquitecto cuatro años más tarde con grandes calificaciones, que lo llevaron en 1881 a obtener la cátedra de Historia de la Arquitectura y Copia de Conjuntos Arquitectónicos, compitiendo con Manuel Aníbal Álvarez.
Así pues, Velázquez Bosco se dedicó de pleno a la arquitectura y obtuvo varios encargos del Ministerio de Fomento, organizando la Exposición de Minería en el parque del Retiro en 1883, para lo que construyó el actualmente conocido como palacio de Velázquez. Este éxito le llevó a tener más encargos en la capital española, como la Escuela de Sordomudos y Ciegos o la Escuela de Ingenieros de Minas, llegando a ser uno de los arquitectos más conocidos del momento. En 1886 fue nombrado arquitecto de las Construcciones Civiles de Madrid y se le encarga la restauración del Casón del Buen Retiro tras un fuerte huracán, muy cerca de donde construyó el afamado palacio de Cristal para la Exposición de Filipinas un año después. En 1889 amplió y reformó la antigua facultad de Santiago de Compostela y poco después restauró la catedral de Burgos.
No obstante, partir de 1891 sus trabajos se centran en Andalucía, cuyos proyectos durante el IV Centenario del Descubrimiento de América le llevaron al monasterio de la Rábida de Huelva. En la ciudad de Córdoba quedó atrapado por el arte hispanomusulmán, dedicando varios años a diversos proyectos, como restauraciones en la Mezquita-catedral y en el Museo de Bellas Artes de Córdoba. En 1910 cuando se encontraba realizando la restauración de la Mezquita de Córdoba, solicitó hacer una excavación en Medina Azahara, construida por el califa Abderramán III. Tras los interesantes hallazgos encontrados, realizó un primer viaje a Egipto acompañado por sus alumnos y costeado en su mayoría por él, con el fin de estudiar este tipo de arquitectura y establecer su conexión con los erigidos en España. Al año siguiente, pidió una pensión para la ampliación de estudios en el extranjero y establecer las influencias de la arquitectura del norte de África con la andalusí. Con la ayuda otorgada viajó a Egipto, Túnez y Argelia donde visita los monumentos de Alejandría, El Cairo, Cairuán y las ruinas de Cartago. Esta expedición sirvió, entre otros aspectos, para establecer la conexión de los elementos externos como caminos, canteras y el acueducto de Valdepuentes, que abastecían la ciudad.Ricardo Velázquez dedicó catorce años a las excavaciones y restauraciones del yacimiento de Medina Azahara. Estos hechos le hicieron meritorio del título de Hijo Adoptivo de la ciudad en 1916, así como una calle en su nombre tanto en Córdoba como en Huelva. También actuó en la Alhambra de Granada, recuperando el espacio cuyo proyecto continuó Torres Balbás.

## Obras
Practicó un historicismo eclecticista de corte academicista que le enfrentó al modernismo. Su estilo se denomina a veces "eclecticismo enfático".
Su obras se caracterizan por un tratamiento rotundo de volúmenes, el empleo de mansarda y el uso de decoración cerámica en las fachadas de sus edificios. Arquitectos como Antonio Palacios, que siguió su tendencia monumentalista, se vieron influidos por su estilo. Desarrolló la mayor parte de su obra en Madrid, en cuya Escuela de Arquitectura dio clase.
Sus obras más importantes son:
- Pabellón para la Exposición Nacional de Minería de 1883, conocido como Palacio de Velázquez en el Parque del Retiro de Madrid (1881-1883), junto al ingeniero Alberto del Palacio y el ceramista Daniel Zuloaga (tío del pintor Ignacio Zuloaga).
- Escuela Técnica Superior de Ingenieros de Minas de Madrid (1884-1893). Es de planta rectangular, y consta de dos pisos. Su espacio está articulado en torno a un patio central. La fachada está decorada con cerámicas obra de Daniel Zuloaga. Está compuesta por cuerpos exteriores en las esquinas y uno central, con friso y pórtico.
- Estufa para la Exposición de Filipinas de 1887, conocido como Palacio de Cristal en el Parque del Retiro de Madrid (1887), junto al arquitecto Alberto de Palacio y el ceramista Daniel Zuloaga.
- Ministerio de Fomento (actual sede del Ministerio de Agricultura, Pesca y Alimentación) (1893-1897). Se trata de un edificio de planta rectangular, con dos patios interiores cubiertos mediante los que se articula el espacio interior. La fachada sigue el estilo característico de Velázquez Bosco, con un pórtico de ocho columnas pareadas con friso culminado por un grupo escultórico; junto al ceramista Daniel Zuloaga.
- Colegio Nacional de Sordomudos y Ciegos de Madrid, actual sede del Centro Superior de Estudios de la Defensa Nacional, CESEDEN (1898).
- Sede del Ministerio de Educación, Cultura y Deporte en la calle de Alcalá de Madrid (1917-1923).

Otras obras fueron:
- Reconstrucción de la fachada occidental del Casón del Buen Retiro, para la que proyectó un pórtico en la parte central de la fachada con pilastras y frontón.
- Palacio de Gamazo (Madrid).
- Edificio del Consejo de Minería (Madrid).
- Escuela de Ciegos y Sordomudos de Santiago de Compostela (1905-1920), que en 1986 fue reformada como edificio de servicios administrativos de la Junta de Galicia
- Columna conmemorativa del IV Centenario del Descubrimiento de América, en Palos de la Frontera.
- Panteón de la Duquesa de Sevillano, en Guadalajara (1882-1916), junto al ceramista Daniel Zuloaga.
- Poblado agrícola de Villaflores, en Guadalajara (1886-1887).
- Gran Hotel de Boñar, en Boñar (León) 1905

Como restaurador, trabajó en la Mezquita de Córdoba, la Catedral de León, el Monasterio de La Rábida y realizó las primeras excavaciones a Medina Azahara.

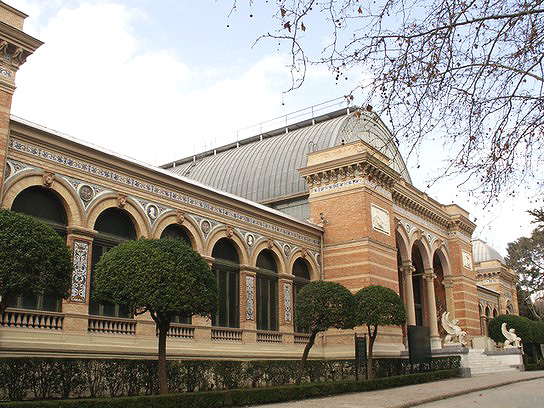
Palacio de Velázquez (1881-1883, Madrid).
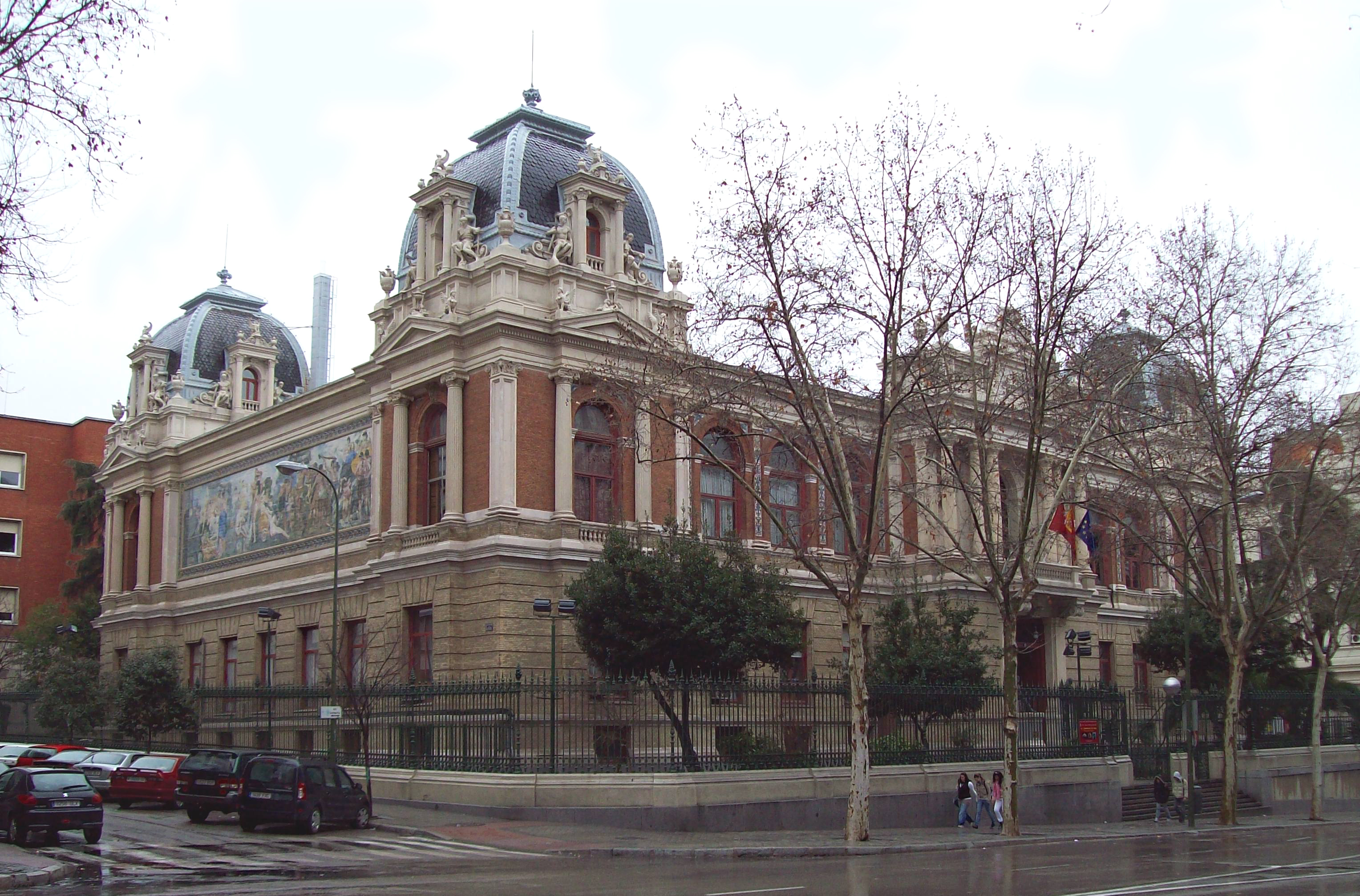
Escuela de Minas de Madrid (1893).
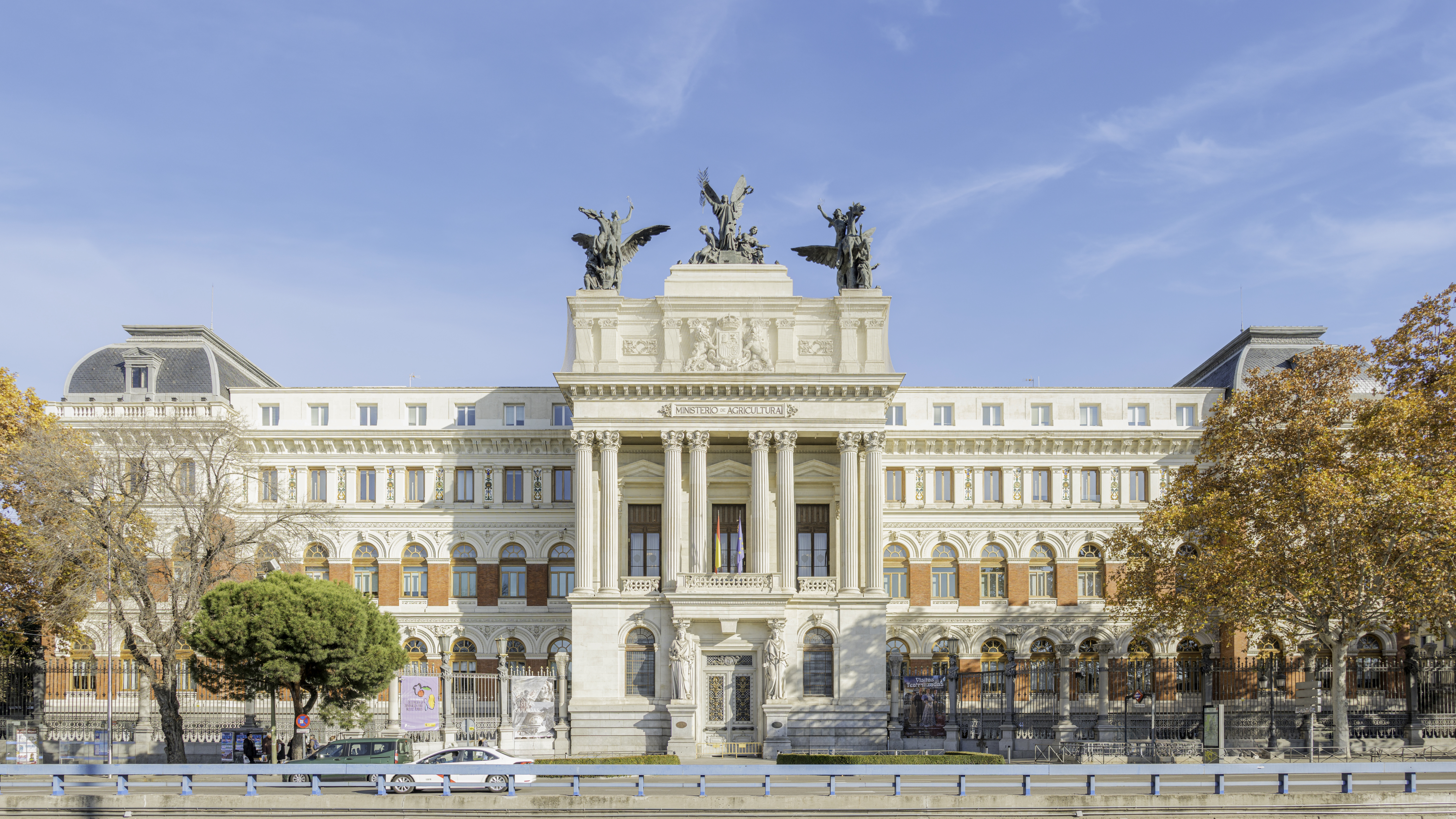
Ministerio de Agricultura (1897, Madrid).
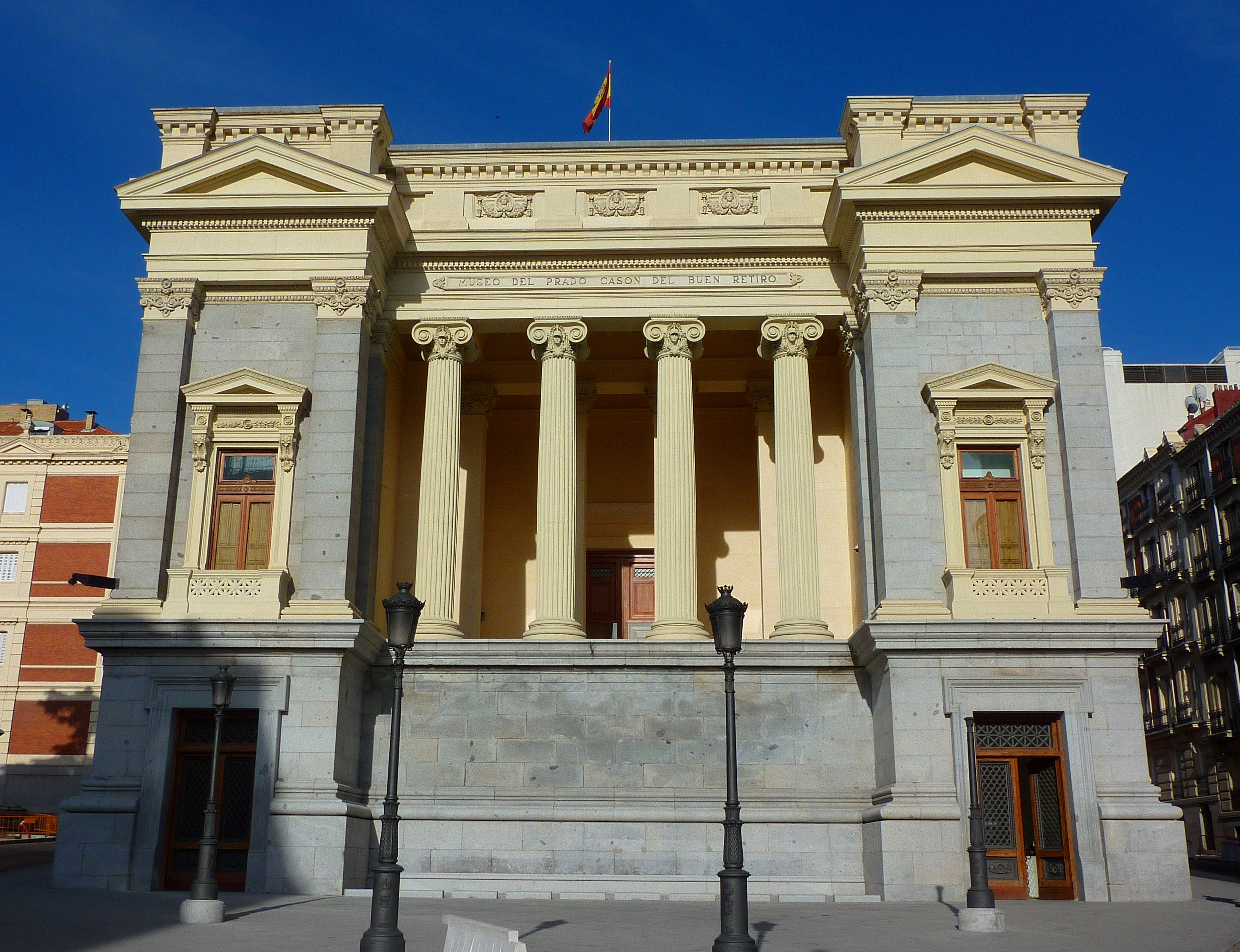
Fachada oeste del Casón del Buen Retiro (Madrid).
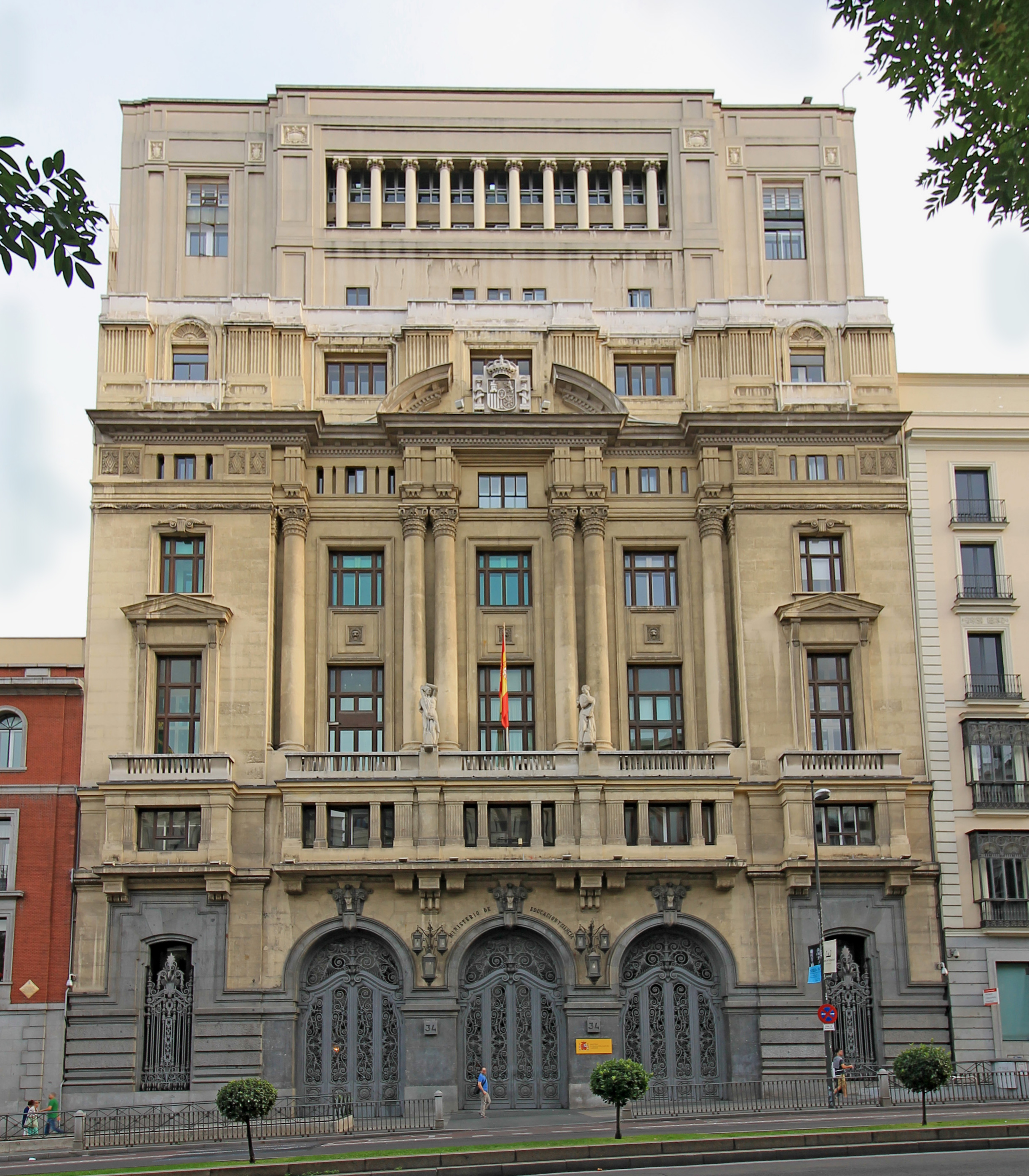
Ministerio de Educación (1916-1923)
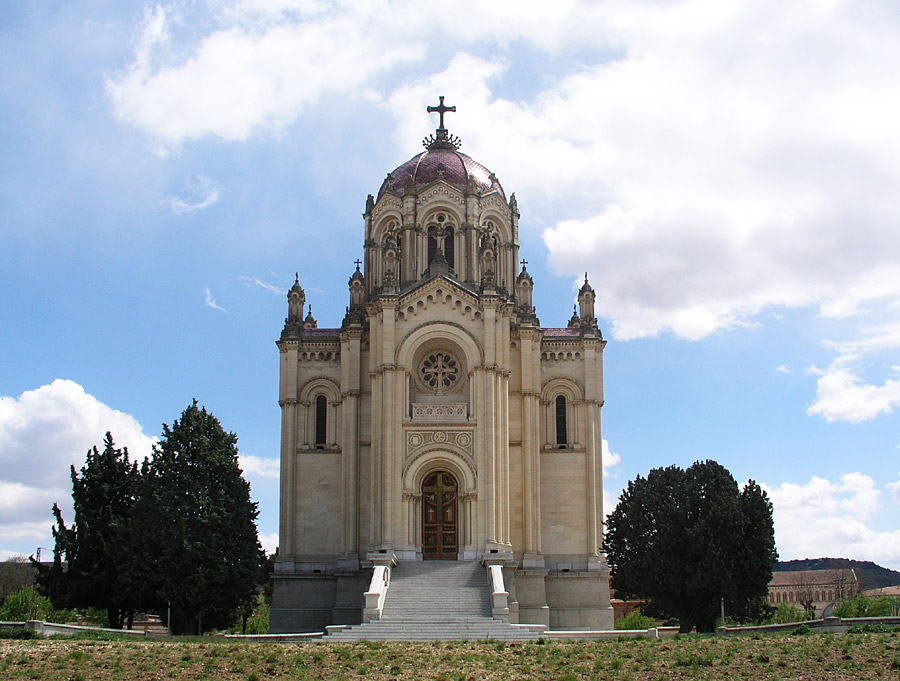
Panteón de la Duquesa de Sevillano (Guadalajara, 1882-1916)
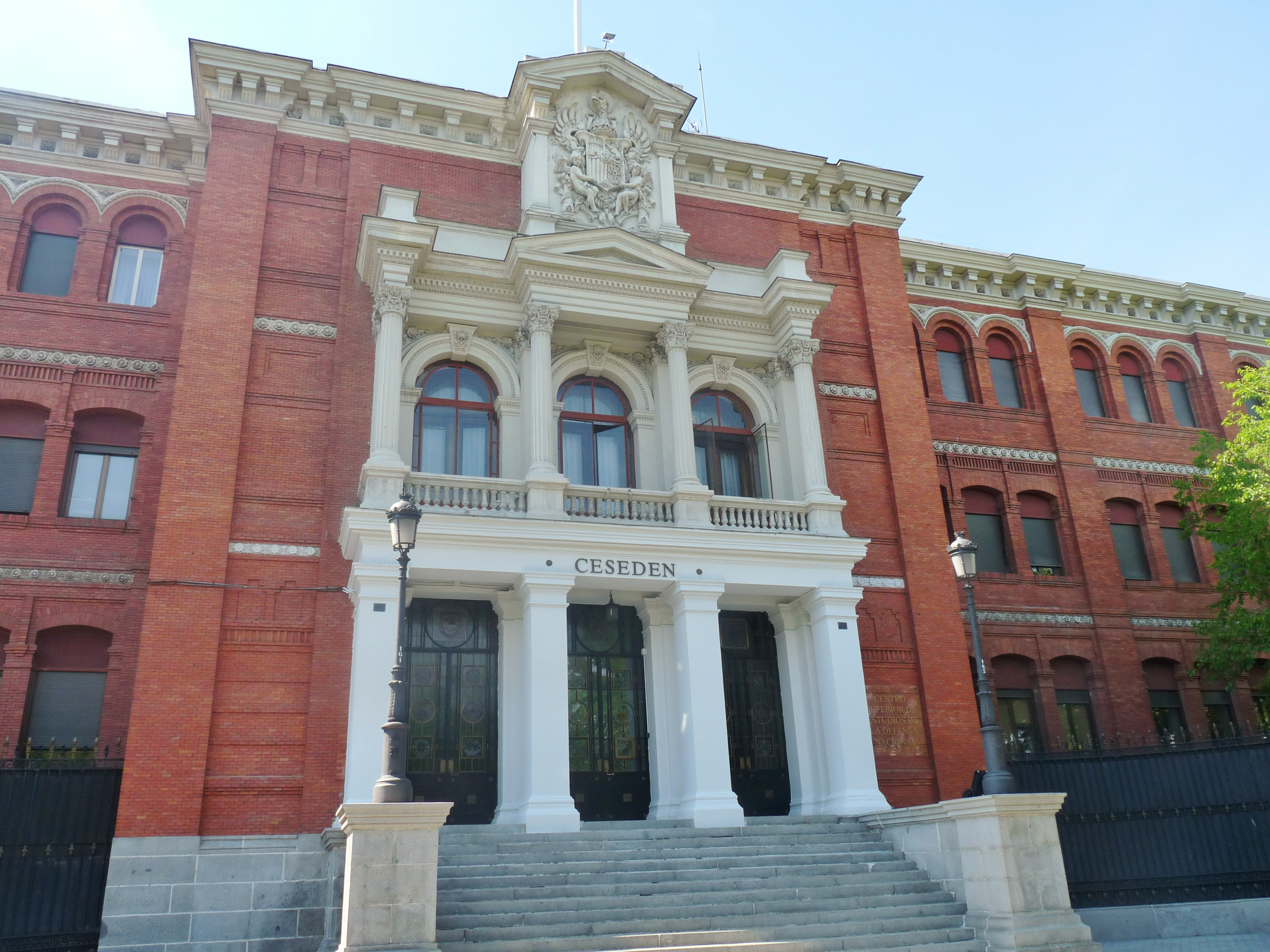
Edificio del Centro Superior de Estudios de la Defensa Nacional (CESEDEN), antiguo Colegio Nacional de Sordomudos y Ciegos (1887, Madrid).